# Nădlac
Nădlac (deutsch Nadlak, slowakisch Nadlak, ungarisch Nagylak, serbisch Надлак / Nadlak) ist eine Stadt im Kreis Arad in Rumänien.

## Geographische Lage

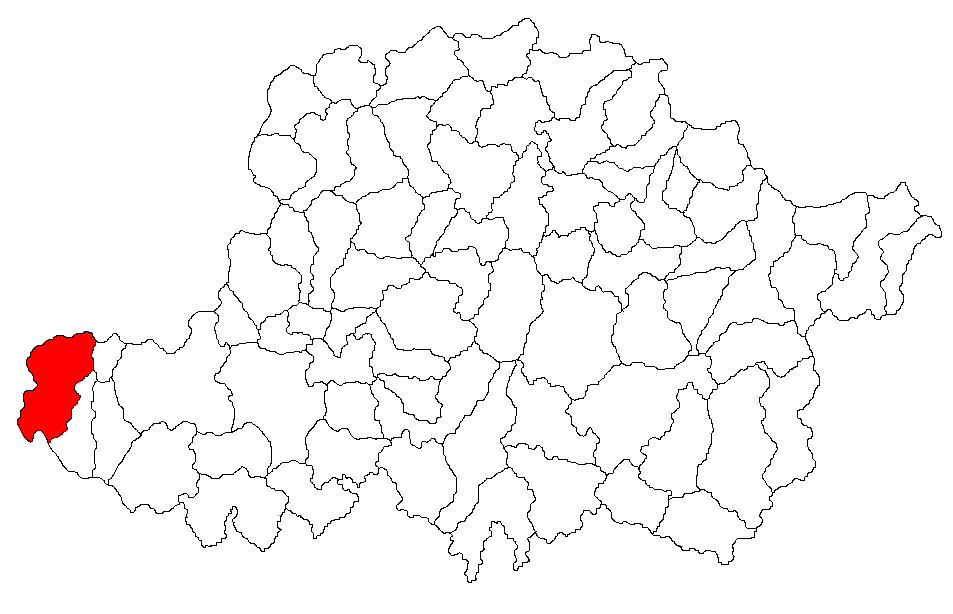
Lage von Nădlac im Kreis Arad

Nădlac liegt im Westen Rumäniens unmittelbar an der Grenze zu Ungarn, im Osten der Großen Ungarischen Tiefebene, am nördlichen Ufer des Flusses Mureș (Mieresch). Die Kreishauptstadt Arad befindet sich etwa 45 km östlich.

## Geschichte
Die heutige Stadt wurde 1192 unter dem Namen Noglok erstmals urkundlich erwähnt. Sie gehörte damals zum Königreich Ungarn. 1474 schenkte der König Matthias Corvinus die Herrschaft Nagylak der serbischen Adelsfamilie Jakšić. Im Mai 1514 stießen in der Nähe des Ortes aufständische Bauern unter György Dózsa mit einem Heer ungarischer Adliger zusammen und besiegten dieses. 1551 gewannen die Türken die Herrschaft über Nădlac und lieferten sich in der Folge Auseinandersetzungen mit dem Fürstentum Siebenbürgen. In dieser Zeit war der Ort befestigt. Danach gelangte Nădlac an Österreich-Ungarn. 1752 erhielt der Ort den Status einer Stadt. Ab 1803 siedelten sich in der bis dahin vorwiegend von Walachen bewohnten Ortschaft in größerer Zahl Slowaken an, die aus Tótkomlós im Südosten des heutigen Ungarn und aus der Mittelslowakei kamen. Nach dem Österreichisch-Ungarischen Ausgleich 1867 wurde Nădlac/Nagylak Sitz eines Stuhlbezirks im ungarischen Komitat Csanád.
Im Vertrag von Trianon erreichte Rumänien die Inbesitznahme der Stadt, die damals zu einem Drittel von Rumänen bewohnt war. Der im Westen der Stadt gelegene Bahnhof mit der Eisenbahnlinie von Mezőhegyes nach Apátfalva verblieb bei Ungarn; Nădlac wurde Grenzort. Um den Bahnhof herum entwickelte sich auf ungarischer Seite die neue Ortschaft Nagylak, die mit heute etwa 600 Einwohnern eine eigene Gemeinde bildet.
Die wichtigsten Erwerbszweige sind die Landwirtschaft, die holzverarbeitende und die Textilindustrie.

## Bevölkerung
1880 wohnten in Nădlac 10.646 Personen, davon 5598 Slowaken, 3293 Rumänen, 820 Ungarn, 214 Serben, 137 Deutsche und 25 Ukrainer. Bereits 1920 erreichte die Bevölkerungszahl mit 13.988 ihren Höhepunkt und ist seitdem tendenziell rückläufig. Bei der Volkszählung 2002 wurden in Nădlac 8144 Einwohner registriert, darunter 3844 Slowaken, 3696 Rumänen, 264 Ungarn, 218 Roma, 47 Ukrainer, 30 Deutsche, 15 Serben und 12 Tschechen.

## Verkehr

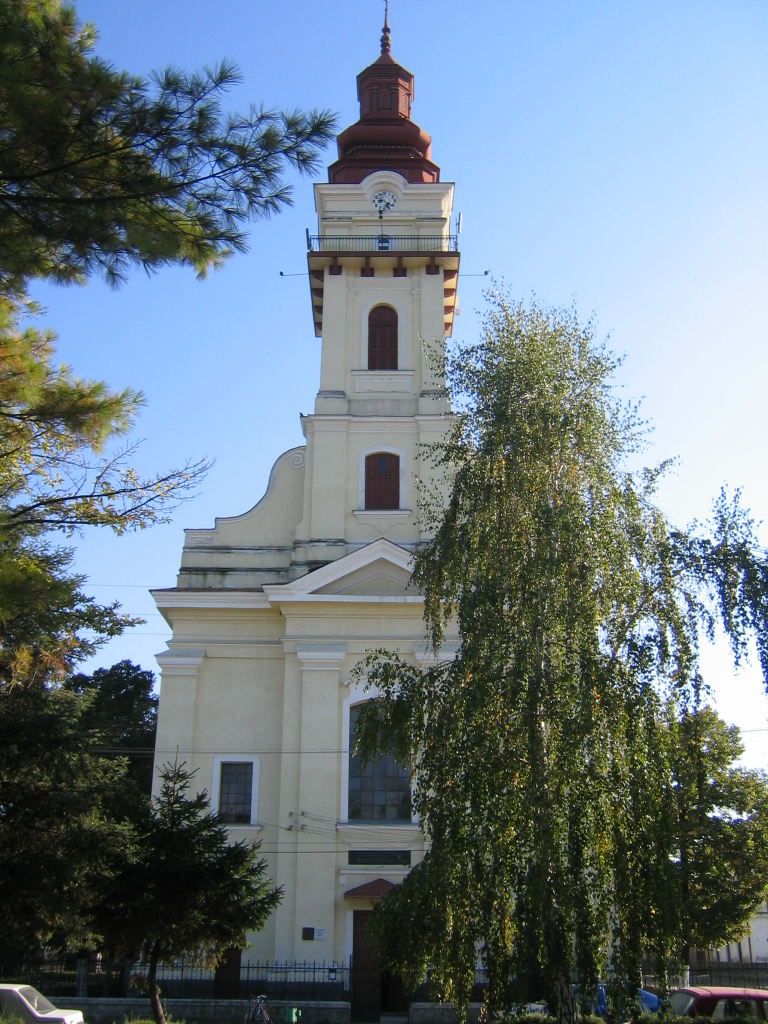
Slowakische evangelische Kirche

Nădlac ist Endpunkt einer Bahnlinie von Arad. Diese wird derzeit (2009) vom privaten Anbieter Regiotrans bedient. Nach Arad verkehren momentan ca. acht Nahverkehrszüge pro Tag. Aktuell wird diskutiert, die nur wenige Kilometer betragende Lücke zwischen Nădlac und dem ungarischen Eisenbahnnetz zu schließen.
Durch die Stadt führt der Drum național 7, der hier Teil der Europastraße 68 ist. Westlich des Stadtzentrums befindet sich ein Straßengrenzübergang nach Ungarn.

## Sehenswürdigkeiten
- Slowakisches ethnografisches Museum
- Stadtzentrum (überwiegend 19. Jahrhundert) mit slowakischer evangelischer Kirche